# Teoria sistemelor dinamice complexe
Teoria sistemelor dinamice complexe în domeniul lingvisticii este o perspectivă și o abordare a studiului învățării celei de-a doua limbi. Termenul general Teoria sistemelor dinamice domplexe a fost recomandat de Kees de Bot pentru a se referi atât la teoria complexității, cât și la teoria sistemelor dinamice. 

## Definiție
Larsen-Freeman a publicat un articol în 1997 în care susținea că învățarea unei a doua limbi ar trebui privită ca un proces de dezvoltare care include uzarea limbajului, precum și achiziționarea limbajului. 
Dezvoltarea limbajului secundar este studiată în principal prin aplicarea teoriei sistemelor dinamice. Limba este considerată a fi un sistem care include multe subsisteme, cum ar fi sistemul lingvistic, sistemul fonetic. Sistemele dinamice sunt interconectate, neliniare, adaptive, deschise, sensibile la condițiile inițiale. Variabilitatea este privită ca o proprietate inerentă a dezvoltării și nu este privită ca o eroare de măsurare, prin urmare, din perspectiva sistemelor dinamice, variabilitatea datelor este analizată și considerată informație valoroasă.

## Principalele caracteristici
Principalele caracteristici ale dezvoltării limbajului secundar din perspectiva sistemelor dinamice sunt: 
- Dependență sensibilă de condițiile inițiale
- Interconectare completă
- Neliniaritatea în dezvoltare
- Schimbarea prin reorganizare internă ( autoorganizare ) și interacțiunea cu mediul
- Dependența de resursele interne și externe
- Schimbare constantă, cu variații haotice uneori, în care sistemele se instalează doar temporar în state atractive
- Repetare
- Schimbare cauzată de interacțiunea cu mediul și reorganizarea internă
- proprietăți emergente

Există o dependență sensibilă de condițiile inițiale citate de obicei ca efect Butterfly. Diferenți care învață limbi străine încep să învețe o a doua limbă (L2) cu un background diferit ( motivație diferită, aptitudine lingvistică etc.) ). Rezultatul depinde în mod critic de condițiile inițiale ale cursanților de limbi străine. Sistemele unui limbaj sunt complet interconectate. Dezvoltarea sistemului sintactic afectează dezvoltarea sistemului lexical și invers. Dezvoltarea celui de-al doilea limbaj este neliniar, adică cursanții de limbă dobândesc cuvinte noi în timp diferit. Într-o zi, ei ar putea dobândi zece cuvinte noi, dar a doua zi pot învăța doar unul. În a treia zi ar putea chiar să uite o parte din vocabularul învățat anterior. În dezvoltarea limbajului al doilea, schimbarea are loc prin auto-organizare, care poate avea loc imprevizibil. Cursanții de limbi străine depind de resursele interne și externe. Resursele interne sunt factorii motivaționali ai cursanților de limbi străine, în timp ce profesorul de limbă sau mediul înconjurător sunt exemple de resurse externe. Creșterea este descrisă ca un proces iterativ în dezvoltarea limbajului secundar și este adesea modelată utilizând modele de ecuații cuplate (ecuație logistică ).
Într-un studiu privind rolul autoreglării în dezvoltarea lingvistică, Wind and Harding (2020) a constatat că gradul scăzut de variabilitate în complexitatea lexicală și sintactică în scris ar putea fi atribuit statelor atractive evidente care au dominat sistemele de autoreglare ale participantului. 